# Lakes of the Four Seasons
Lakes of the Four Seasons – jednostka osadnicza w Stanach Zjednoczonych, w stanie Indiana, w hrabstwie Lake.